# Украјинска Народна Република Совјета
Украјинска Народна Република Совјета (укр. Українська Народна Республіка Рад; рус. Украинская Народная Республика Советов)  била је краткотрајна совјетска република Руске СФСР која је настала декларацијом Харковског свеукрајинског конгреса совјета „О самоопредељењу Украјине“ 25. децембра [О.С. 12. децембар] 1917. у згради Племићке скупштине у Харкову. На њеном челу је била Привремена радничко-сељачка влада Украјине формирана раније у руском Курску. Република је касније заједно с Одеском Совјетском Републиком  уједињена у Украјинску Совјетску Републику и на крају ликвидирана због престанка подршке владе Руске СФСР када је потписан Брест-Литовски мир.

## Историја

### Припрема Свеукрајинског конгреса Совјета у Кијеву
Идеју да се сазове Свеукрајински конгрес Совјета изнела је бољшевичка фракција у оквиру Извршног комитета Кијевског совјета радничких депутата током уједињене седнице извршних комитета савета (совјета) радничких и војничких посланика града Кијева 16. новембра [О.С. 3. новембар] 1917, убрзо након што бољшевички устанак у Кијеву није успео да успостави совјетску власт у граду. Уједињена седница већа усвојила је бољшевичку резолуцију у вези са Конгресом 17. новембра [О.С. 4. новембар] 1917 (сутрадан). Дана 24. новембра [О.С. 11. новембар] 1917. исту резолуцију усвојио је Харковски совјет радничких и војничких посланика, такође као резултат бољшевичког предлога. Предлог који су изнели кијевски бољшевици подржао је Централни комитет Руске социјалдемократске радничке партије (бољшевика) и влада Совјетске Русије.
Дана 30. новембра [О.С. 17. новембар] 1917. одржани су разговори између Сергеја Бакинског (право име Лудвиг Бернхајм) који је представљао кијевске бољшевике Миколе Порша који је представљао Централну Раду Украјине и Јосифа Стаљина (право име Јосиб Џугашвили), новоименованог ( 26. новембар [ОС 13. новембар] 1917.) руског народног комесара за национална питања. Стаљин је, по налогу владе Руске Совјетске Федеративне Социјалистичке Републике, одмах препоручио да се предузму акције за окупљање таквог конгреса. Он је такође инсистирао да власт не треба да остане Централној Ради Украјине, већ да се уместо тога пренесе на регионални конгрес Совјета и на локалне совјете. Као резултат предлога бољшевика, припрему за скупштину Свеукрајинског конгреса Совјета предузео је Регионални извршни комитет совјета радничких, сељачких и војничких посланика Југозападног краја, који је настао у пролеће 1917. у Кијеву.
Дана 7. децембра [О.С. 24. новембар] 1917. Обласни извршни комитет усвојио је декларацију о скупштини Свеукрајинског конгреса Совјета 16. децембра [О.С. 3. децембра] 1917. у Кијеву. Формиран је организациони биро који је развио систем представљања под претпоставком да ће Конгресу присуствовати око 500 људи. На Конгресу је требало да учествују представници свих совјета радничких, сељачких и војничких посланика из губернија, округа и градова, укључујући и оне који су били под утицајем украјинских партија. Међутим, репрезентативни систем је давао велику предност делегатима из совјета индустријских региона и великих градова у којима су бољшевици имали највећи утицај.

### Украјинска уставотворна скупштина
Централна Рада Украјине је већ усвојила предлог закона о изборима за украјинску Уставотворну скупштину, али више од две недеље касније, 30. октобра [О.С. 17. октобар] 1917, руска привремена влада оптужила је Генерални секретаријат Украјине за сепаратизам и запретила да ће ту ствар изнети на суд. Влада Украјине је предложила слање делегације да реши несугласице, али су петроградски догађаји 7-8. новембра 1917. променили њихове планове. Дана 20. новембра 1917. Централна Рада Украјине издала је свој Трећи (универзални) декрет у којем је прогласило датум сазивања украјинске уставотворне скупштине као 9. јануар 1918. Централно веће је 29. новембра 1917. коначно усвојило Закон „о изборима Уставотворној скупштини Украјинске Народне Републике“.

### Децембарски догађаји, конгрес и совјетски ултиматум
У циљу активирања бољшевичких организација и повећања њихове контроле над саветима у Украјини, бољшевичко руководство је сматрало за неопходно стварање Свеукрајинског бољшевичког центра. У ту сврху у Кијев је стигао Григориј Зиновјев, члан Централног комитета комуниста, заједно са Семјоном Рошалом, комесаром руске владе са Румунског фронта. Дана 11. децембра [О.С. 29. новембар] 1917. Кијевски војно-револуционарни комитет предао је ултиматум Централној Ради Украјине претећи да ће уништити Кијев или пренети власт над Украјином на бољшевике. Истовремено Јевгенија Бош је успела да усмери 2. гардијски корпус 7. армије са Румунског фронта на Кијев као подршку још једном бољшевичком устанку. Овај устанак је превентивно угушен, готово без крвопролића, захваљујући напорима Јурија Капкана, кијевског команданта, и Павла Скоропадског, генерала 1. украјинског корпуса.
16–18. децембра [О.С. 3–5. децембар] 1917. у Кијеву је одржан регионални конгрес бољшевика у Украјини. Конгрес је одлучио да се створи јединствена партија за Украјину и назове је „РСДЛП(б) – Социјалдемократија Украјине“. Партија је изабрала Главни комитет који су чинили Волдемар Аусем, Васил Шахрај, Лапчински, Јевгенија Бош, Володимир Затонски, Александров, Иван Кулик, Гриневич, Горвиц и кандидати Владимир Љуксембург, Јан Гамарник, Галперин, Георгиј Пјатаков. Дана 17. децембра [О.С. 4. децембар] 1917. у згради Трговачке скупштине у Кијеву почео је Свеукрајински конгрес Совјета. Пошто су бољшевици схватили да неће добити већину на Конгресу, тражили су да се скуп не призна као конгрес, већ као скуп. Када је њихов предлог одбијен, 127 бољшевика је напустило Конгрес. Истог дана (17. децембра [ОС 4. децембра] 1917) влада Совјетске Русије послала је Централној Ради ултиматум који су потписали Владимир Лењин и Лав Троцки дајући украјинској страни рок од 48 сати да одговори. Следећег дана руска влада је, не чекајући одговор, изјавила да Централна Рада Украјине сматра својим непријатељем и поставила Владимира Антонова-Овсејенка за команданта совјетске Црвене гарде. Дана 18. децембра [О.С. 5. децембар] 1917. 124 делегата који су напустили Свеукрајински конгрес Совјета окупили су се на посебном састанку у Кијевском централном бироу синдиката и усвојили резолуцију о немилосрдној борби са Централном Радом, о тренутном избору Свеукрајинског сабора. Украјински Централни извршни комитет Совјета и о пресељењу у Харков да тамо спроведе Конгрес. Дана 20. децембра [О.С. 7. децембар] 1917. Централна Рада Украјине послала је одговор на совјетски ултиматум који су потписали Володимир Виниченко и Симон Петљура, одбијајући га. Следећег дана Црвена гарда предвођена Антонов-Овсијенком извршила је инвазију на Харков, потпуно заузевши град 22. децембра [О.С. 9. децембар] 1917. и отпочињање украјинско-совјетског рата. Овсијенкову армију подржавале су војне формације Чеке на челу са Михаилом Роженом. Истог дана (22. децембра [ОС 9. децембра] 1917) почела је прва фаза преговора о Брест-Литовском уговору, иако је његово потписивање трајало два месеца.
Пад руских умерених социјалиста после Октобарске револуције отерао је више присталица ка украјинским националистичким партијама. Бољшевички Украјинци су се поново окупили у Харкову (где је било мало подршке украјинском национализму) и 24. децембра [О.С. 11. децембар] 1917. прогласили су се за владу целе Украјине. Локални бољшевици у Одеси и Јекатеринославу су се побунили и заузели њихове градове.

### Успостављање совјетске власти
Након што је Харков два дана заузела Црвена гарда, коначно је одржан други Свеукрајински конгрес Совјета. Седница је отворена у згради Племићког сабора. Дана 25. децембра [О.С. 12. децембар] 1917. Конгрес је прогласио стварање Украјинске Народне Републике Совјета и успоставио као њен управни орган Централни извршни комитет Украјине (ЦВК Совјетске Украјине). Дана 26. децембра [О.С. 13. децембар] 1917. одржана је прва седница ЦВК Совјетске Украјине на којој су изабрани њен президијум и комисије. За председника ЦВК-а изабран је Јухим Медведев из Украјинске социјалдемократске радничке партије. Истог дана совјетска влада је основала Народни секретаријат Украјине, организацију сличну њеном главном ривалу, Генералном секретаријату Украјине. Поред тога, руском Совнаркому је телеграфисан телеграм у вези са успостављањем совјетске власти у Украјини.